# Assisi
Assisi (AFI: /asˈsizi/, Ascesi /aˈʃːɛsi/ in dialetto assisano) è un comune italiano di 27 393 abitanti della provincia di Perugia in Umbria.
È nota per essere la città in cui vissero e morirono san Francesco, patrono d'Italia, e santa Chiara.

## Geografia fisica

### Territorio

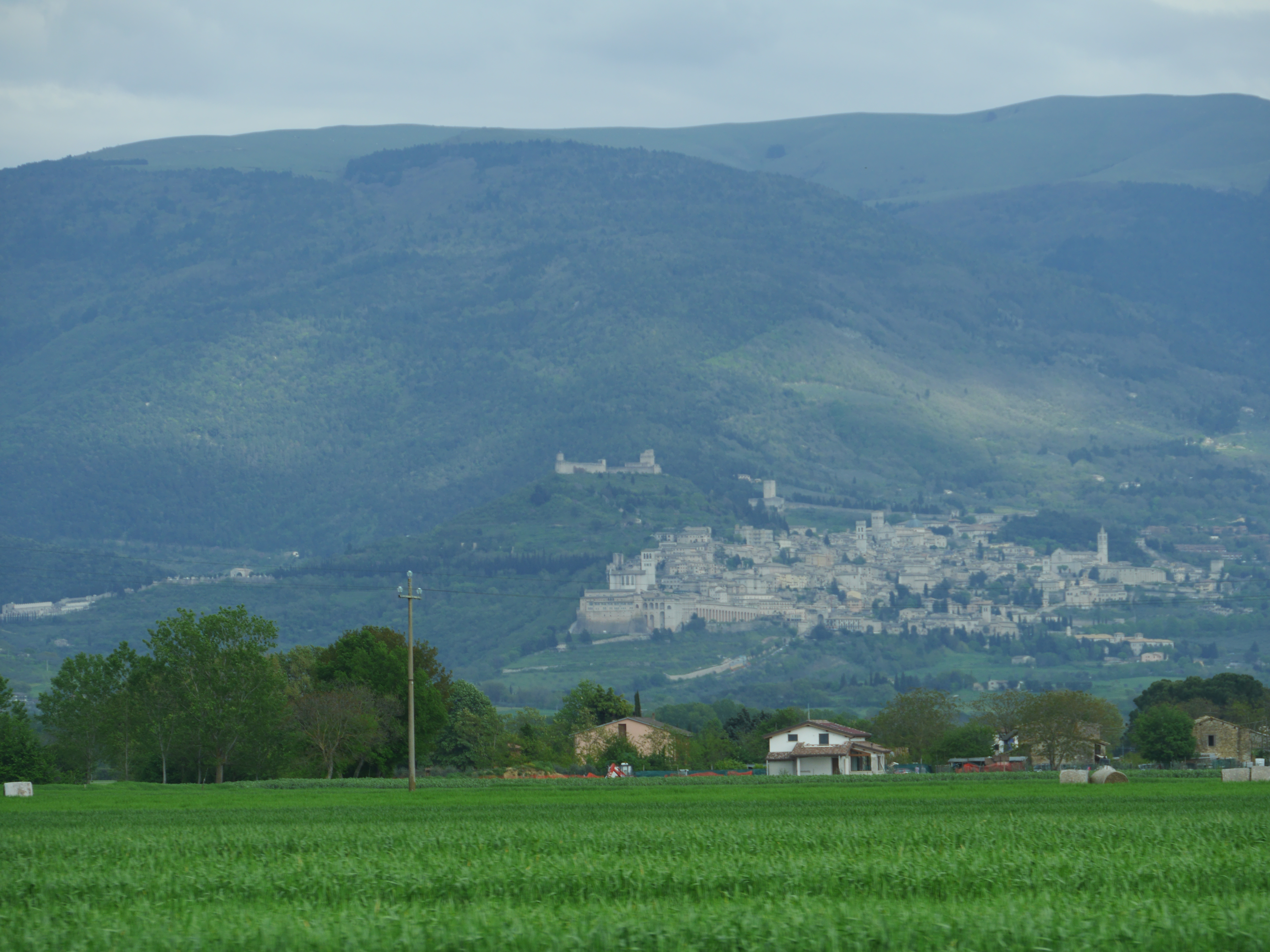
Assisi alle pendici del Monte Subasio

La città di Assisi è situata sul versante nord-occidentale del monte Subasio, in posizione moderatamente rialzata rispetto alla Valle Umbra settentrionale, a circa 26 km a sudest di Perugia.

### Clima
Il territorio comunale comprende porzioni sia pianeggianti, sia collinari che di bassa montagna. La città, grazie alla sua posizione posta in collina ed affacciata sulla Valle Umbra, presenta un clima gradevole, ma di transizione tra l'area di pianura ad ovest e quella più montuosa ad est, con estati calde, ma non afose ed inverni non eccessivamente rigidi. Caratteristica invernale sono le temperature percepite dal corpo umano a seguito dei freddi venti di tramontana che scorrono lungo il bordo nord occidentale del Monte Subasio e possono abbassare considerevolmente la temperatura percepita. Una volta o due l'anno fa comparsa nella città anche la neve, ma grazie alla propria posizione riparata, molto difficilmente cade in quantità rilevanti. La primavera e l'autunno tendono ad essere piovose e piuttosto tiepide.
Le aree del territorio comunale in posizione pianeggiante presentano invece un clima caratterizzato da estati leggermente più calde rispetto alla città, talvolta afose a causa del maggior tasso di umidità, mentre nel periodo autunnale ed invernale nelle giornate di cielo sereno sono spesso ricoperte dalla nebbia che talvolta perdura per tutto l'arco della giornata.
In inverno possono prodursi brinate sia in città, sia nella valle sottostante, con temperature notturne anche ben al di sotto degli zero gradi. Il territorio a nord del capoluogo comunale, che si protrae verso i comuni di Nocera Umbra, Gualdo Tadino e Valfabbrica, è di tipo collinare-bassa montagna, e presenta pertanto un clima più simile a quello montano, con estati non troppo calde e solitamente ventilate, mentre gli inverni risultano talvolta rigidi con nevicate localmente abbondanti soprattutto a seguito delle irruzioni di aria fredda da nord-est.

## Storia
(Dante Alighieri, Divina Commedia, 1304-1321, Paradiso, canto XI, vv. 52-54)

### Dalla fondazione alle invasioni barbariche
Le tracce più antiche della presenza umana nel territorio assisiate risalgono al Neolitico.
Numerosi reperti archeologici testimoniano che Assisi trae le sue origini da un piccolo villaggio abitato dagli Umbri già nel periodo villanoviano (IX– VIII secolo a.C.). Come ci dimostrano i vari reperti archeologici rinvenuti, gli Umbri intrattenevano profondi rapporti (soprattutto commerciali) con i vicini Etruschi, stanziati sulla sponda occidentale del Tevere, dai quali differivano, però, per lingua e cultura.
I Romani nel 295 a.C., con la battaglia del Sentino, imposero definitivamente il loro dominio anche nell'Italia Centrale.
La città umbra ebbe il nome di Asisium e fu monumentalizzata a partire dal II secolo a.C.
Nell'89 a.C. divenne municipium e fu un importante centro economico e sociale dell'Impero romano.
Il suo toponimo ha origini prelatine, e conservando un'incerta etimologia, viene interpretato in due differenti modi. Città del falco, o dell'astore oppure dalla base latina ossa ovvero torrente con ovvio riferimento al fiume Assino.
Nel corso del III secolo, per l'azione di san Rufino, vescovo e martire, inizia a diffondersi il cristianesimo.
Con il crollo dell'Impero romano anche Assisi conobbe la buia età delle invasioni barbariche e, nel 545, fu saccheggiata dai Goti di Totila. Conquistata dai Bizantini, passò poco tempo dopo (568) sotto il dominio longobardo e venne annessa al Ducato di Spoleto.
Dopo un periodo di guerre, nel 1174 fu assediata e conquistata da Federico Barbarossa, che diede l'investitura della città al duca Corrado di Lutzen, detto anche Corrado di Urslingen: Assisi divenne dominio imperiale, ma sollevazioni popolari (1198) inaugurarono ben presto l'epoca comunale, non senza lotte interne e guerre con la vicina Perugia.
Tra il 1181 e il 1182, nasce ad Assisi Francesco – figlio di Pietro di Bernardone e Madonna Pica – il futuro santo che, con la sua opera, segnerà la storia del luogo.
Nel 1198 il popolo di Assisi, stanco delle prepotenze del duca di Lutzen, si ribellò scacciandolo dalla città.

Durante la fine della prima metà del Duecento l'Assisi guelfa subì vari assedi da parte delle truppe saracene e tartare facenti parte del grande esercito di Federico II di Svevia. Le truppe imperiali devastarono a più riprese il contado ma la città grazie alla valenza delle sue milizie ed al carisma di Santa Chiara resistette alle incursioni. Negli anni a seguire Assisi vide alternarsi al controllo della città guelfi e ghibellini. Successivamente la città passò sotto il dominio della Chiesa, dei Perugini, di Gian Galeazzo Visconti, dei Montefeltro, di Braccio Fortebraccio da Montone, passando infine sotto il controllo di Francesco Sforza.

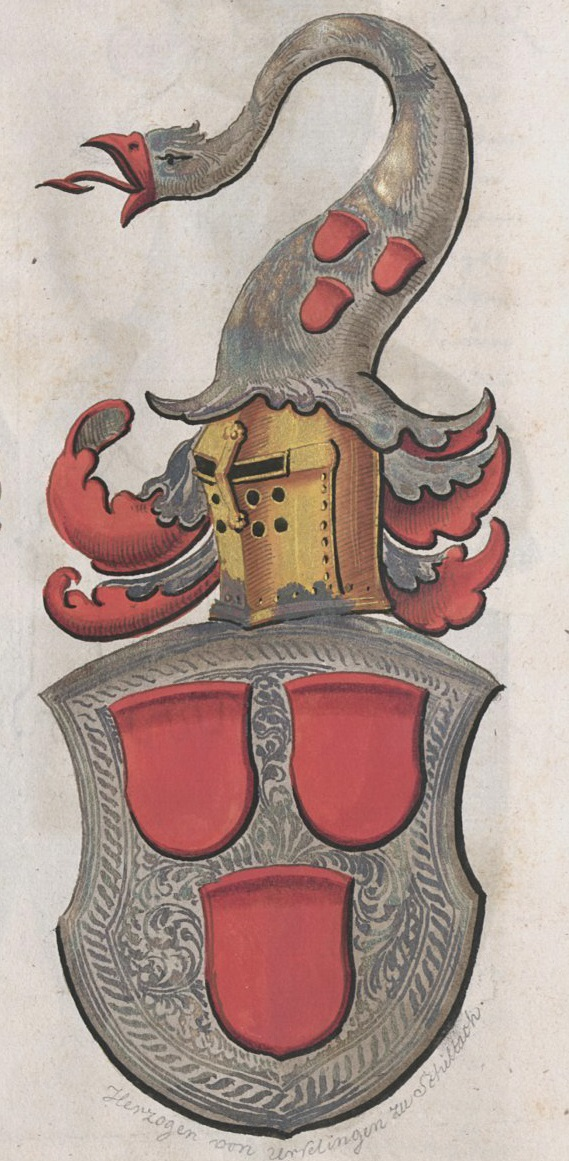
Stemma degli Urslingen
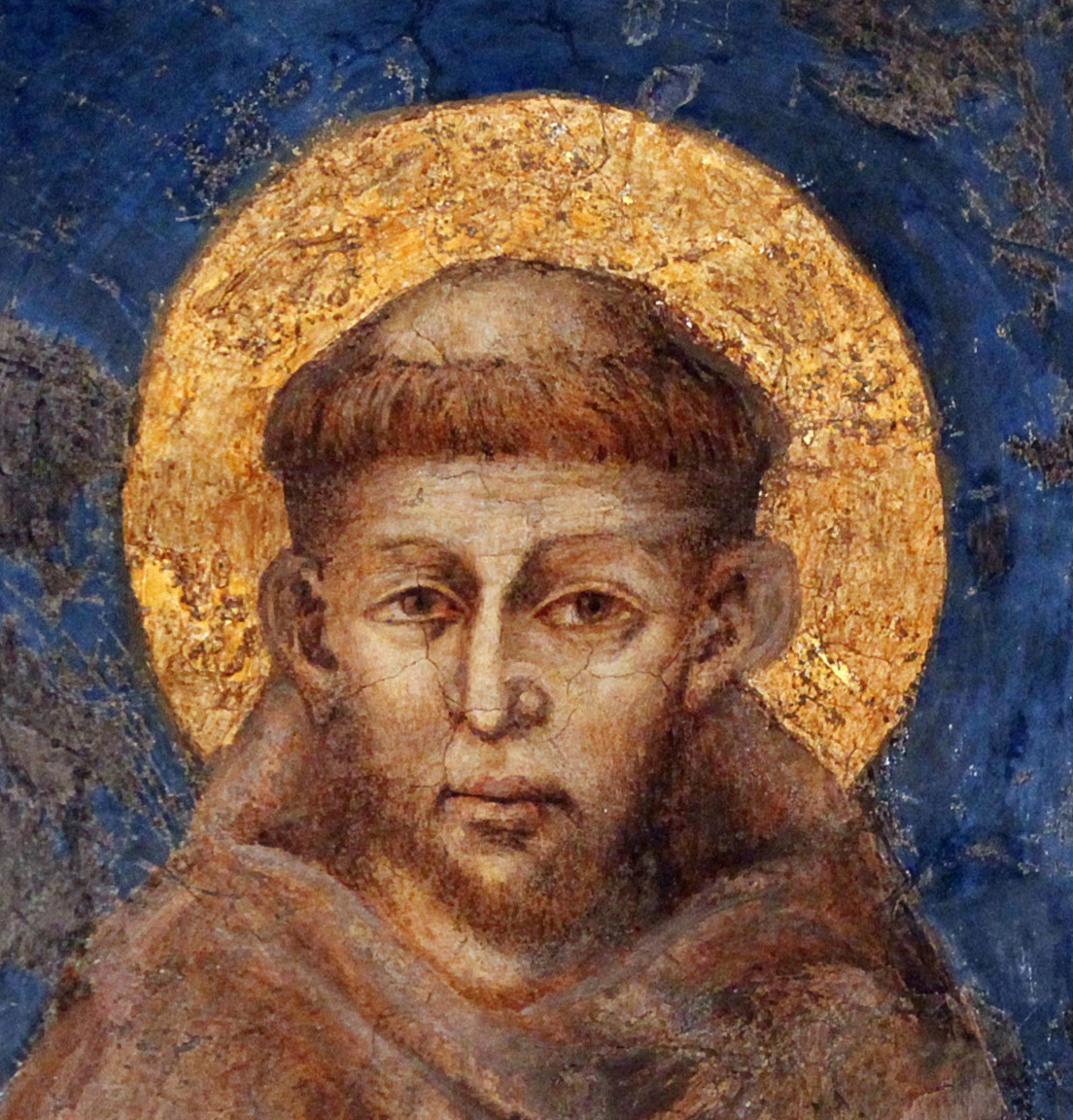
San Francesco, ritratto del Cimabue
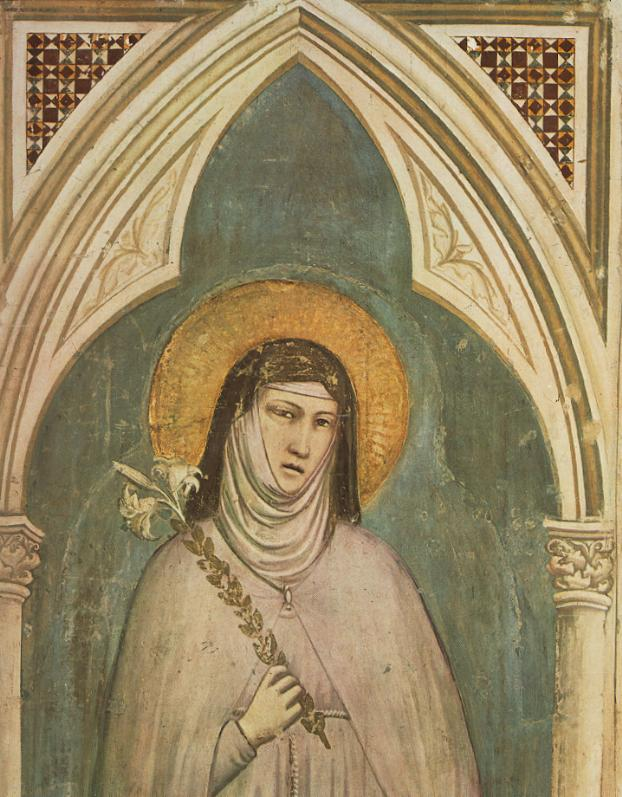
Santa Chiara, affresco di Giotto
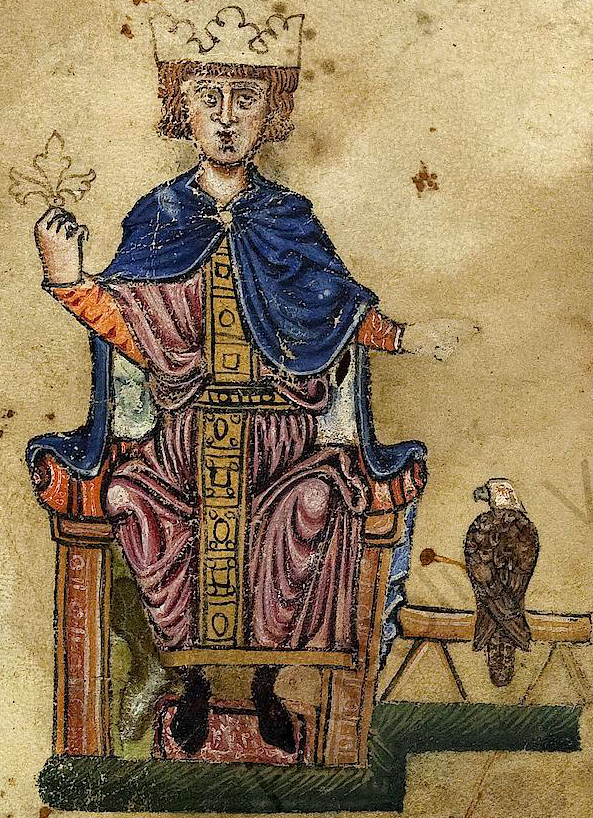
Federico II, venne battezzato nella cattedrale di San Rufino

Nel novembre del 1442 Assisi, difesa in quel periodo da Alessandro Sforza, subisce l'assedio delle truppe comandate dal Piccinino. Dopo molti giorni di vani tentativi le truppe assedianti, anche grazie all'aiuto di un frate traditore, riescono a penetrare all'interno della cinta di mura. Assisi viene pesantemente devastata e saccheggiata ma il Piccinino si oppone comunque alla completa distruzione della città rifiutando i 15000 fiorini offerti dai perugini.
Le fazioni legate alle famiglie dei Nepis (della "parte de sopra") e dei Fiumi (della "Parte de Sotto") si fronteggiarono fino al XVI secolo quando la conquista dell'Umbria da parte di papa Paolo III restituì alla città un periodo di pace e tranquillità. Ciò accadde nel 1542 con un decreto emanato da Giovanni Maria Cruciani, governatore nominato dallo stesso Paolo III.

### Dall'età moderna ad oggi

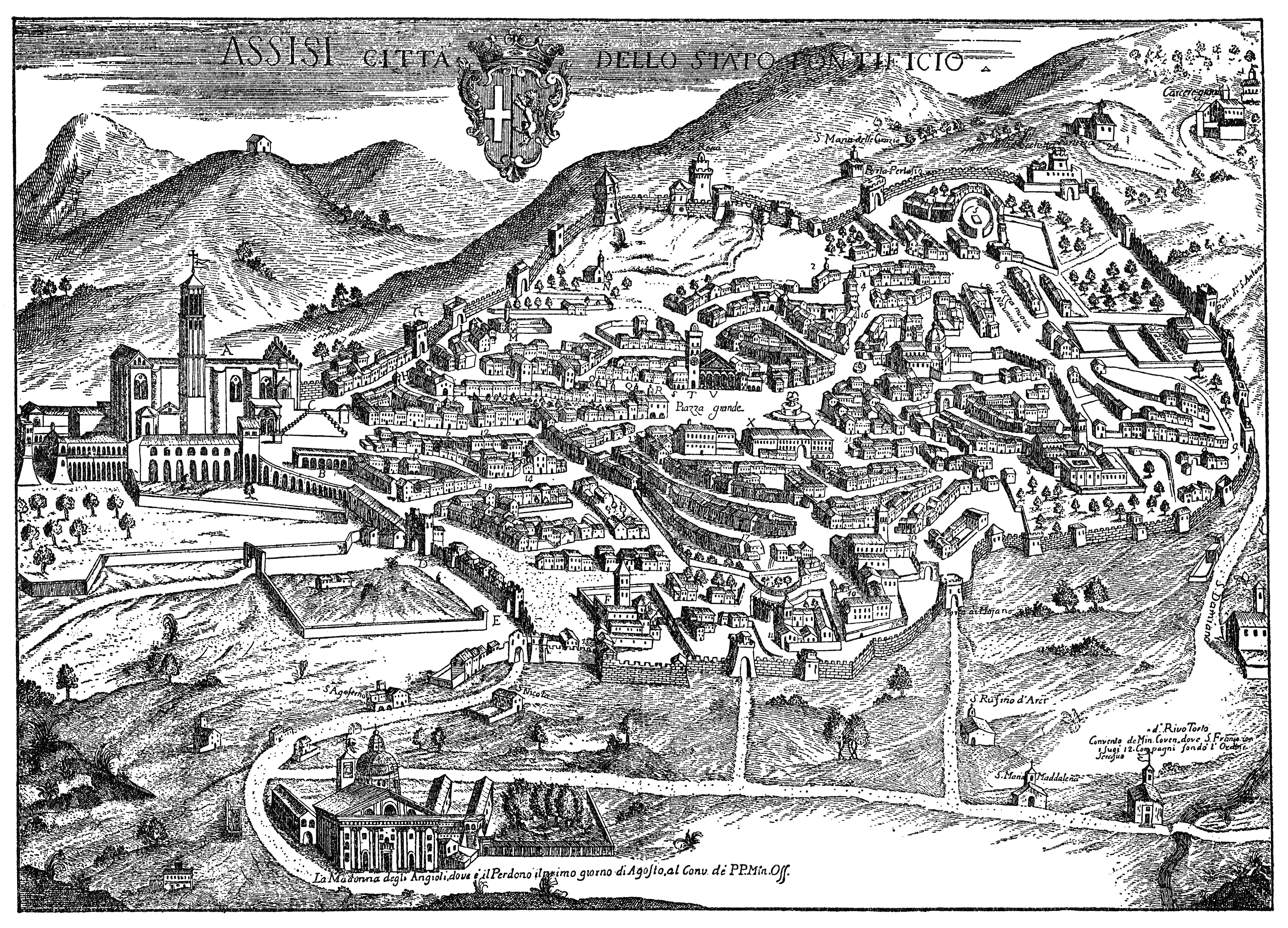
Veduta storica di Assisi e dei monumenti

A partire dal XVII secolo, grazie alla fondazione di istituti ed accademie, riprende con grande fervore l'attività culturale, interrotta dal periodo delle guerre napoleoniche (1799), quando le truppe francesi al comando di Napoleone Bonaparte saccheggiarono la città e molte opere d'arte.
Nel 1860, con plebiscito unanime, aderì al nascente Stato italiano. L'unificazione permetterà alla città di aprirsi progressivamente all'esterno, grazie anche alla costruzione dello scalo ferroviario. Con il ritrovamento dei corpi di San Francesco (1818) e Santa Chiara (1850), Assisi diventa meta privilegiata di pellegrinaggi; il turismo religioso dette un forte incremento alla rinascita dell'economia locale.
Durante la seconda guerra mondiale, nel periodo seguente all'8 settembre 1943 e all'occupazione tedesca, Assisi è letteralmente invasa dai profughi, tra i quali oltre 300 ebrei. Il vescovo monsignore Giuseppe Placido Nicolini – coadiuvato dal segretario, don Aldo Brunacci, e dal guardiano del Convento di San Damiano, padre Rufino Niccacci – trasforma Assisi in uno dei centri principali della resistenza civile italiana all'Olocausto. Travestiti da frati e suore, nascosti nei sotterranei e nelle cantine, mimetizzati tra gli sfollati, provvisti di documenti falsi, gli ebrei rifugiatisi ad Assisi sono protetti da una vasta rete di solidarietà che si estende anche ad altre zone dell'Umbria ed ha contatti, anche attraverso il ciclista Gino Bartali, con le centrali di resistenza e finanziamento della DELASEM in Liguria e Toscana. Il compito è arduo.
Tra i rifugiati ci sono donne, bambini, vecchi, ammalati, che necessitano di cure ed assistenza per le necessità quotidiane. Si organizza persino una scuola dove i bambini ebrei possano ricevere istruzione religiosa ebraica. Grazie anche alla complicità del colonnello tedesco Valentin Müller, che dichiarerà Assisi una zona franca ospedaliera, nessun ebreo sarà deportato da Assisi.

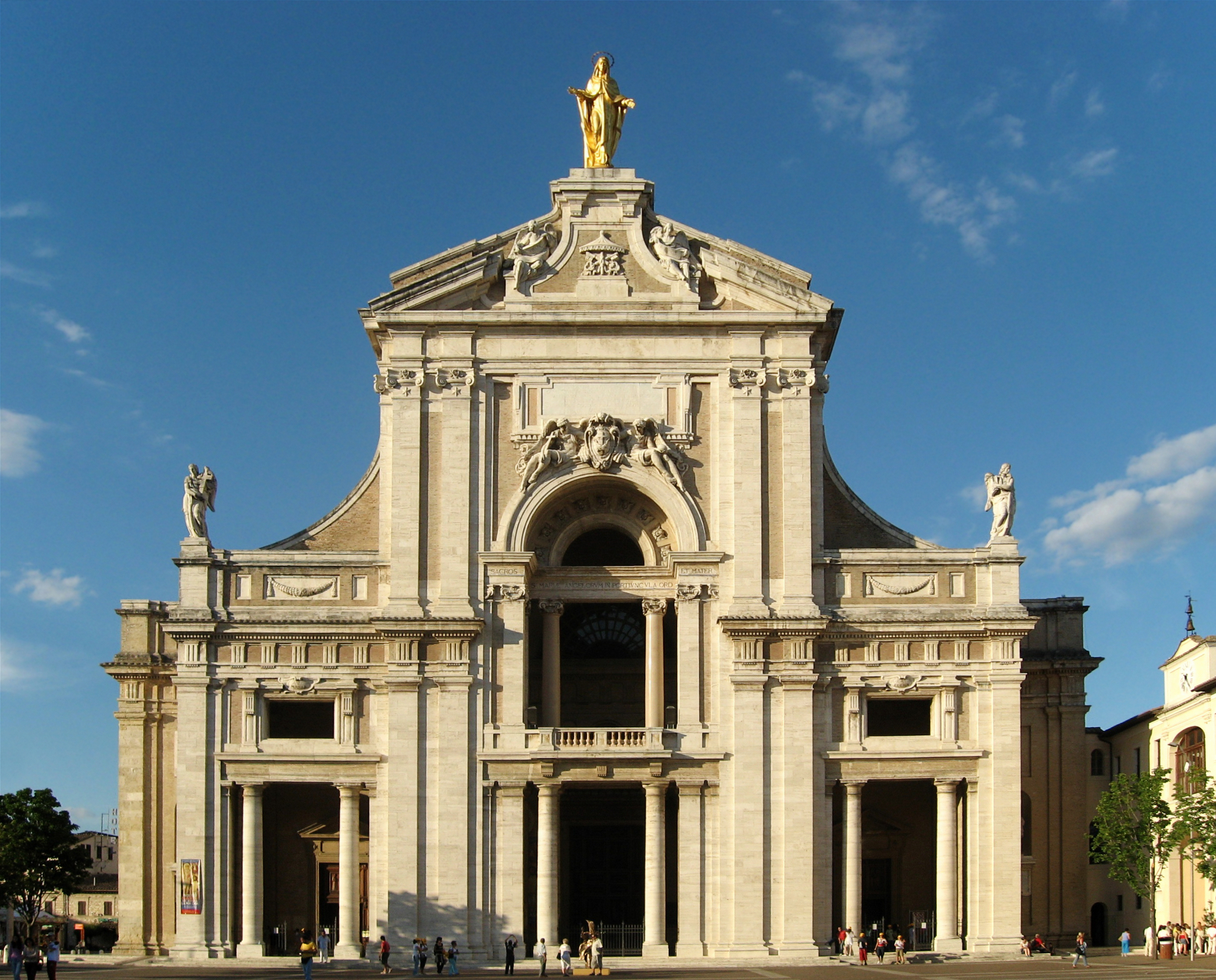
Santa Maria degli Angeli

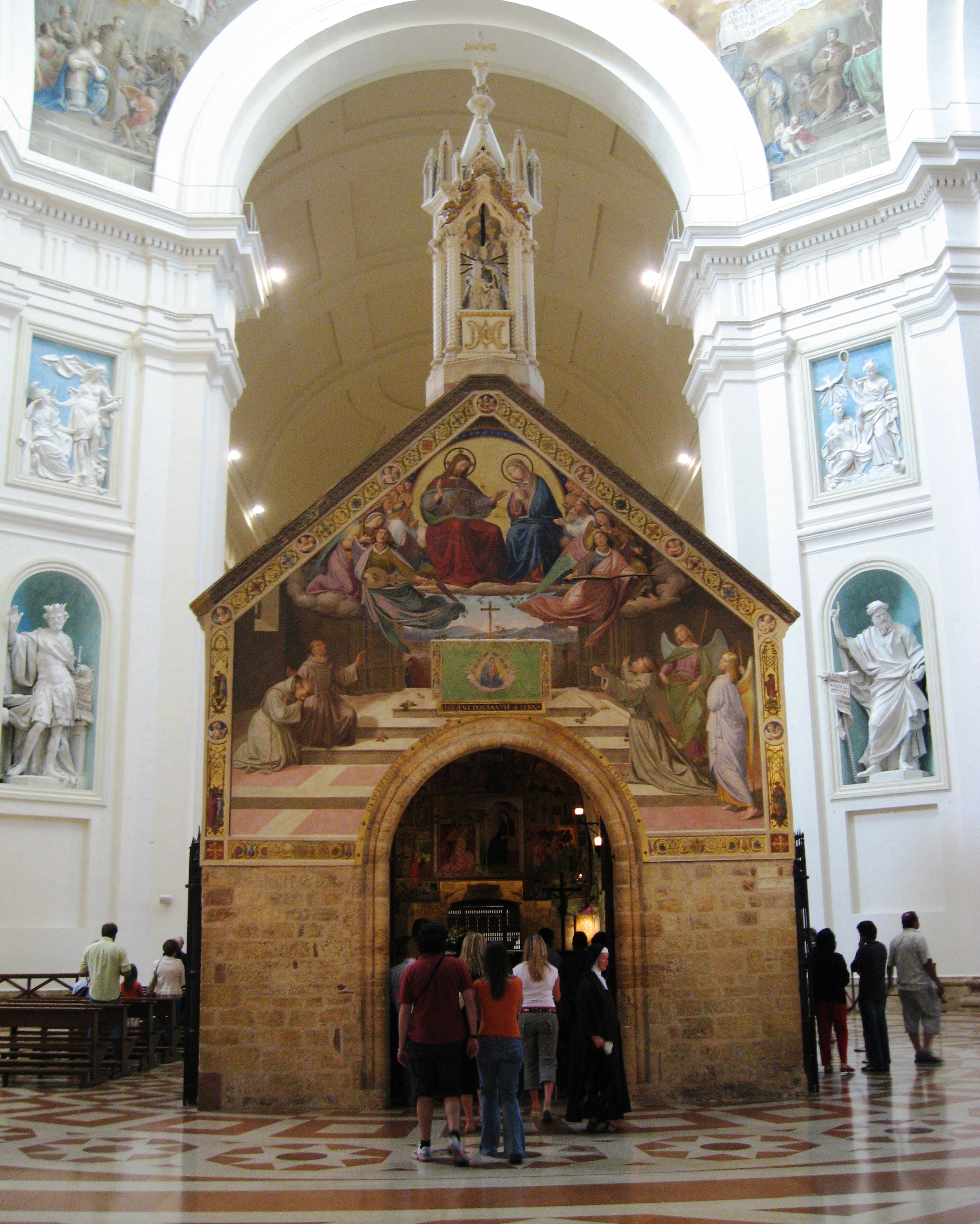
La Porziuncola

Il vescovo Giuseppe Placido Nicolini, don Aldo Brunacci e padre Rufino Niccacci, ricevono nel dopoguerra l'alta onorificenza di giusti tra le nazioni dall'Istituto Yad Vashem di Gerusalemme, unitamente a Luigi e Trento Brizi che nel loro piccolo negozio di souvenir vicino a piazza Santa Chiara hanno provveduto alla stampa di tanti falsi documenti di identità. Nel 1985 il film Assisi Underground di Alexander Ramati ricostruisce le vicende e i protagonisti di quegli anni. Nel 2004 la Medaglia d'oro al Valor Civile è conferita alla città di Assisi per l'impegno civile dimostrato dall'intera popolazione.
Il 27 ottobre 1987, su invito del papa Giovanni Paolo II, i principali rappresentanti delle religioni del mondo si riunirono ad Assisi per un incontro di preghiera in nome di san Francesco, profeta della pace come lo definì lo stesso pontefice dando inizio allo "spirito di Assisi".
Nel 2000 la città di Assisi  con la Basilica di San Francesco e altri siti francescani è divenuta un sito inserito nella lista del Patrimonio Mondiale UNESCO. In particolare, l'area interessata coincide alla totalità del territorio comunale, di cui 4806,7 ha di "zona tampone" e 14563,25 ha di superficie protetta, articolata in due aree distinte: la prima con il centro cittadino, la basilica, San Damiano, Eremo delle Carceri, Santuario di Rivotorto, mentre la seconda coincidente alla frazione di Santa Maria degli Angeli, con l'omonima basilica e il Palazzo del capitano del perdono.

### Simboli
Con decreto del Presidente della Repubblica (come la prassi prevede, su proposta del Presidente del Consiglio dei Ministri) 
del 18 febbraio 2011 l'Ufficio dell'Araldica del Governo ha concesso la bandiera comunale e ha rinnovato lo stemma e il gonfalone di Assisi - che già ab antiquo, dal XIV secolo, era insignita del titolo di città - col motto Seraphica Civitas poi sovrimpresso dalla civica amministrazione sulla segnaletica e in generale sugli stemmi cittadini.
Il gonfalone è un drappo partito di rosso e di azzurro.

La bandiera è un drappo partito di rosso e di azzurro.

## Monumenti e luoghi d'interesse

### Architetture religiose

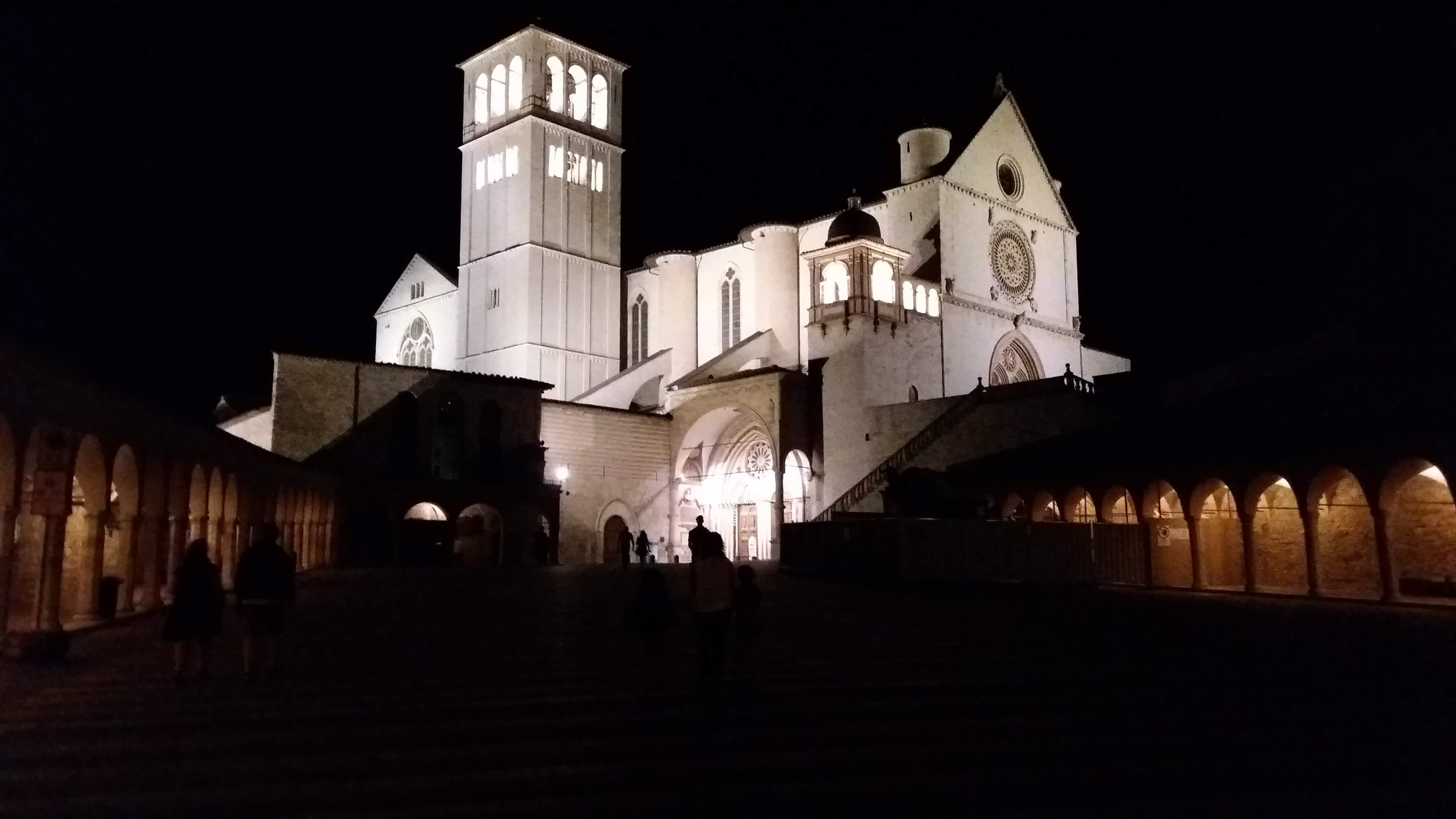
Vista notturna della Basilica di San Francesco

- Vista notturna della Basilica di San FrancescoBasilica di San Francesco d'Assisi (divisa in parte inferiore e superiore)
- Basilica di Santa Chiara
- Cattedrale di San Rufino
- Chiesa di Santa Maria Maggiore
- Chiesa di San Pietro
- Chiesa di San Giacomo de Murorupto
- Chiesa Nuova
- Oratorio dei pellegrini
- Oratorio di San Francesco Piccolino
- Chiesa di Santo Stefano
- Chiesa della Confraternita delle Sacre Stimmate
- Basilica di Santa Maria degli Angeli con la Porziuncola
- Eremo delle Carceri sul monte Subasio
- Chiesa di san Damiano
- Chiesa di Santa Maria in Rivotorto (Santuario di Rivotorto, chiesa del XIX secolo in forme gotiche costruita per riparare il "tugurio" di San Francesco)
- Abbazia di San Benedetto, fu fondata nel X secolo sulle pendici del monte Subasio; distrutta nel 1399, venne restaurata nel Seicento. Ne rimangono le mura perimetrali, l'abside e la cripta, risalente alla seconda metà dell'XI secolo.
- Palazzo vescovile, dove San Francesco fece la rinuncia ai beni paterni.
- Chiesa di Santa Maria Sopra Minerva

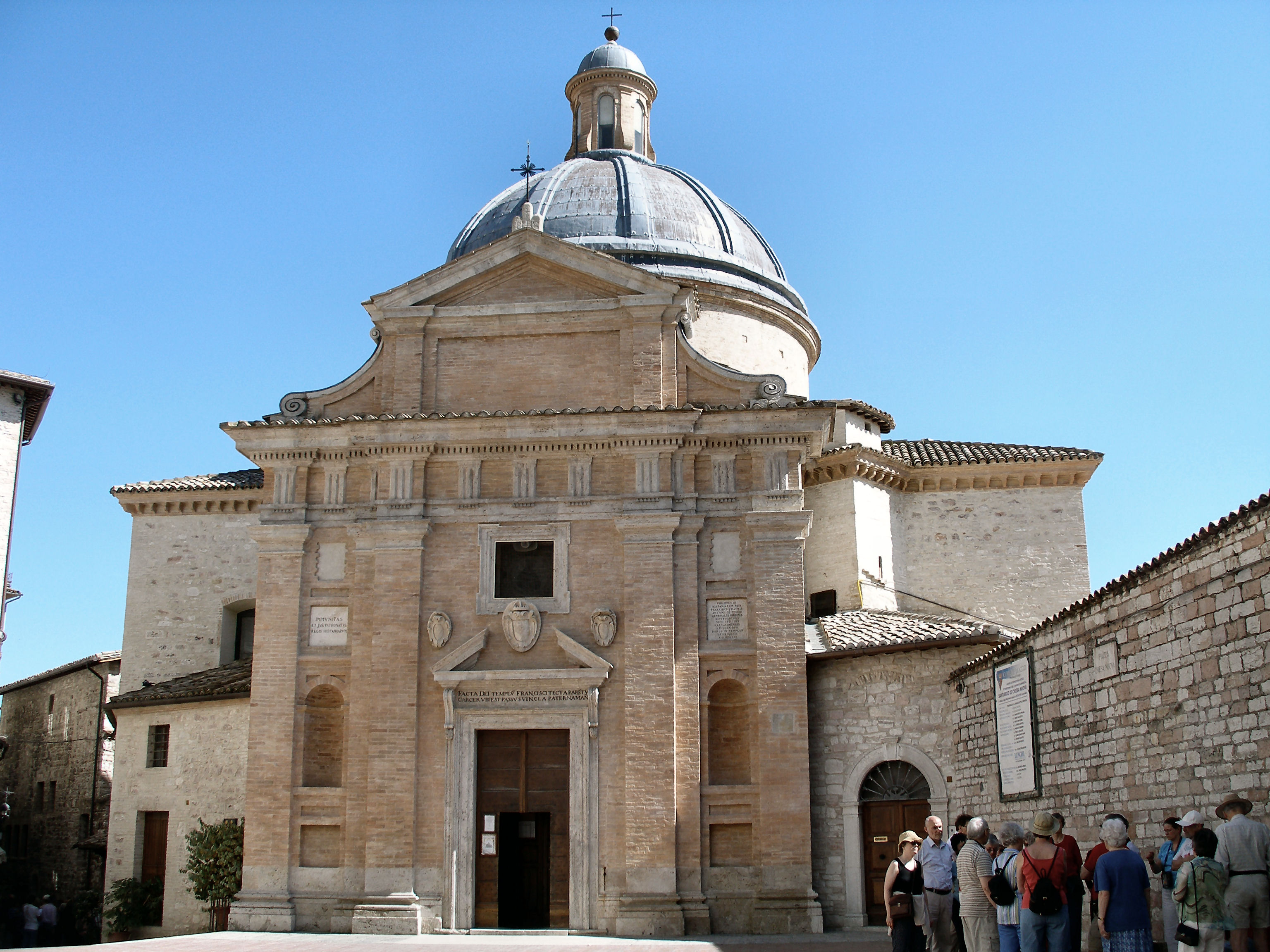
Chiesa Nuova
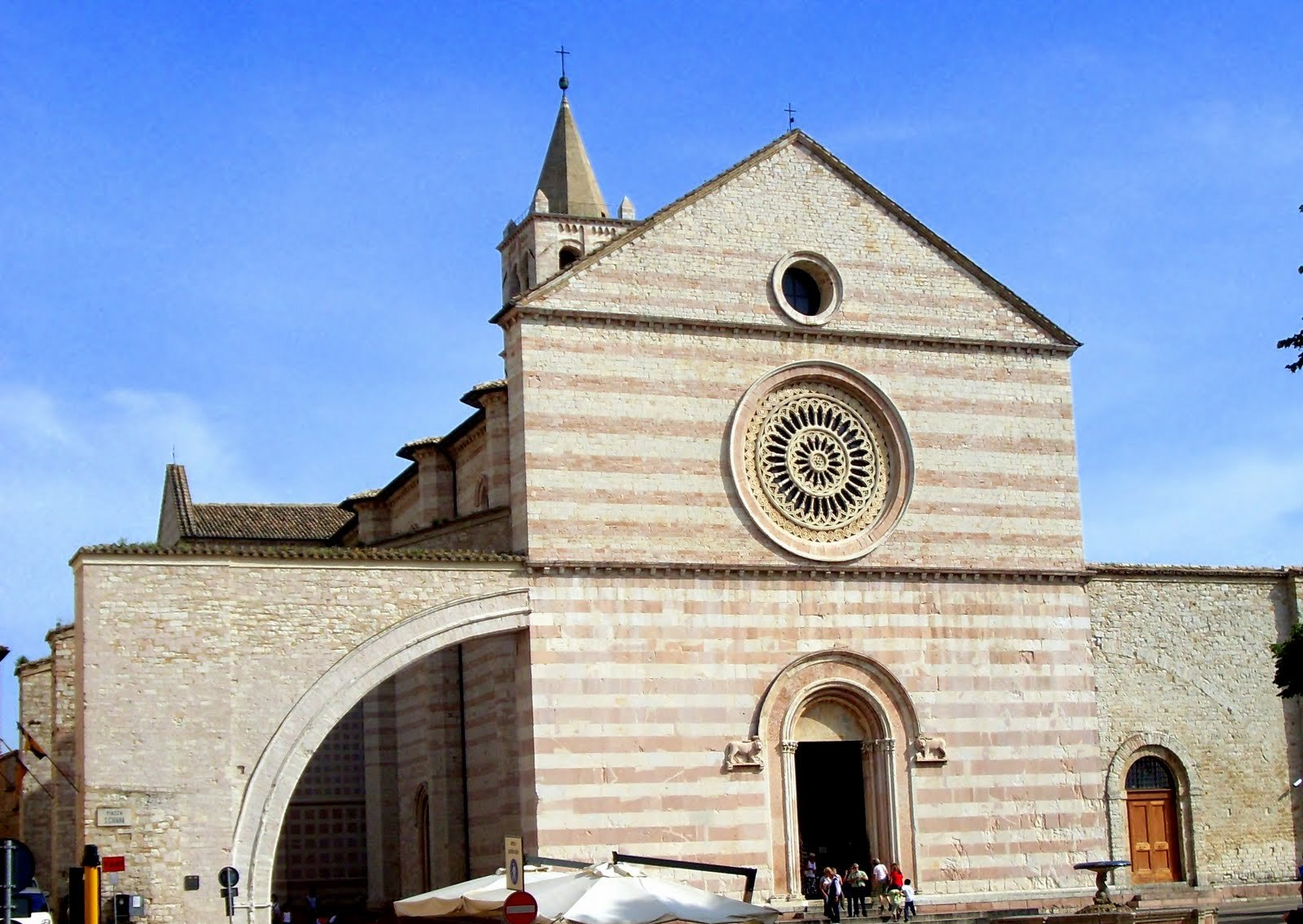
Basilica di Santa Chiara
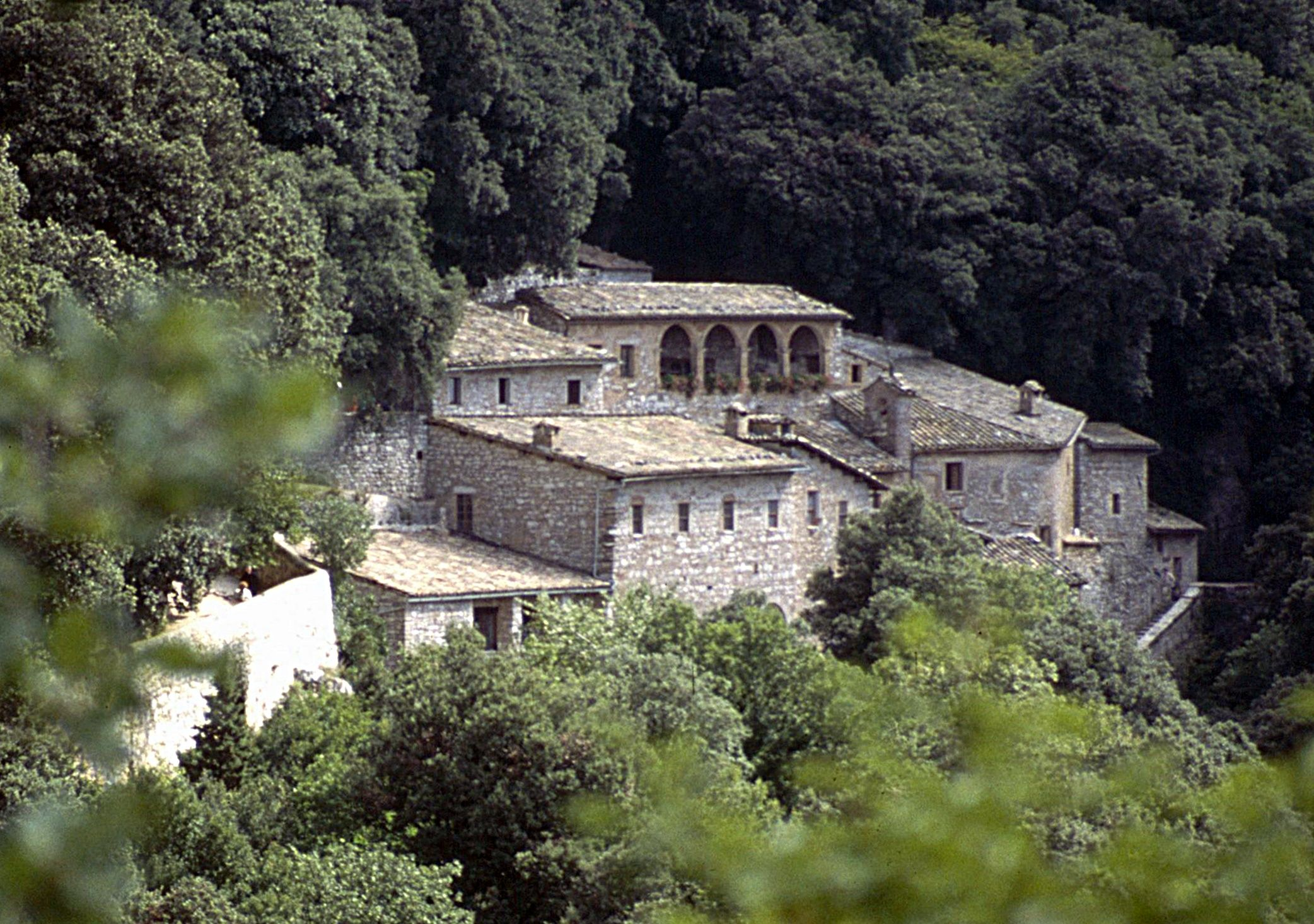
Eremo delle Carceri
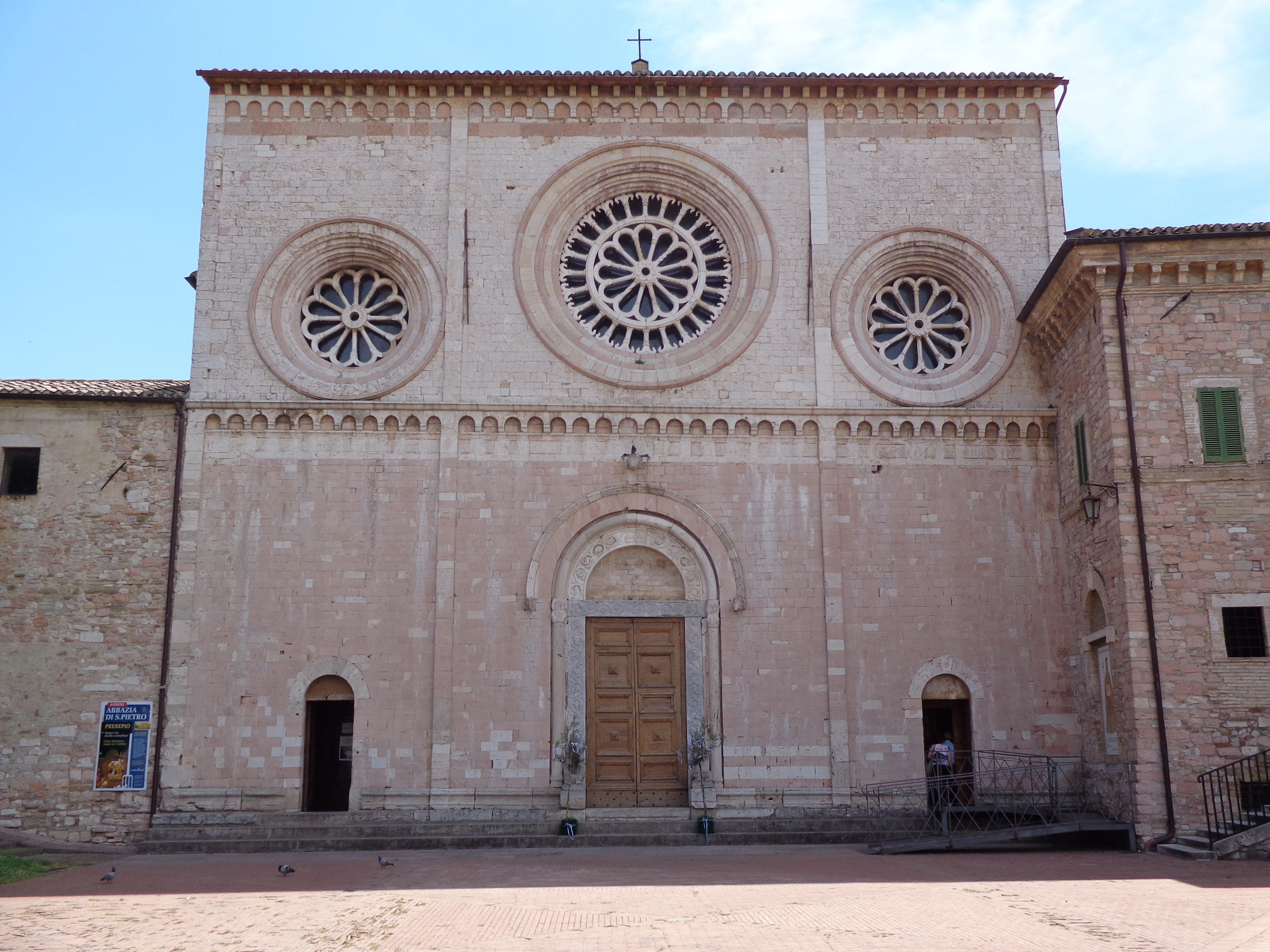
Chiesa di San Pietro
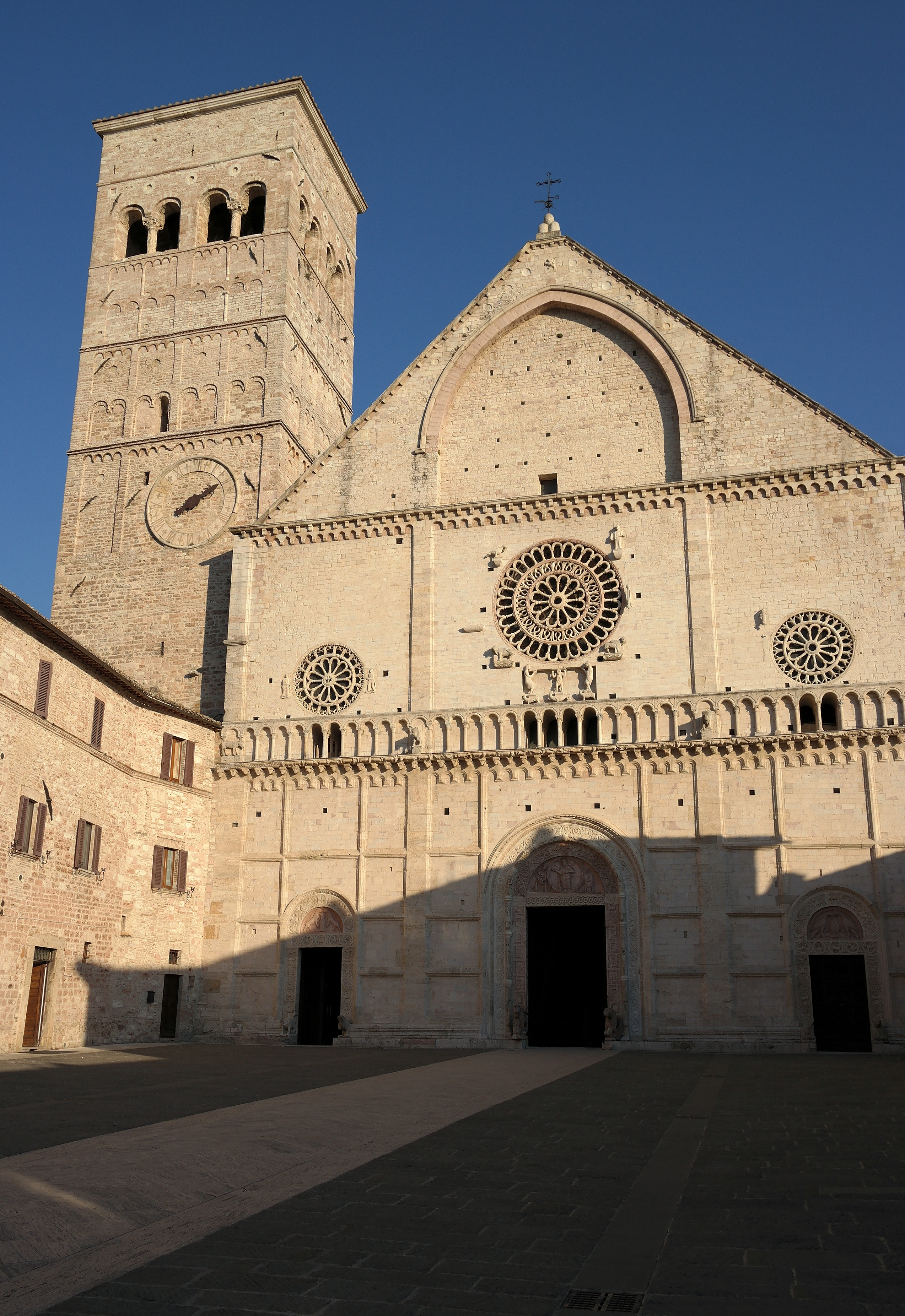
Cattedrale di San Rufino
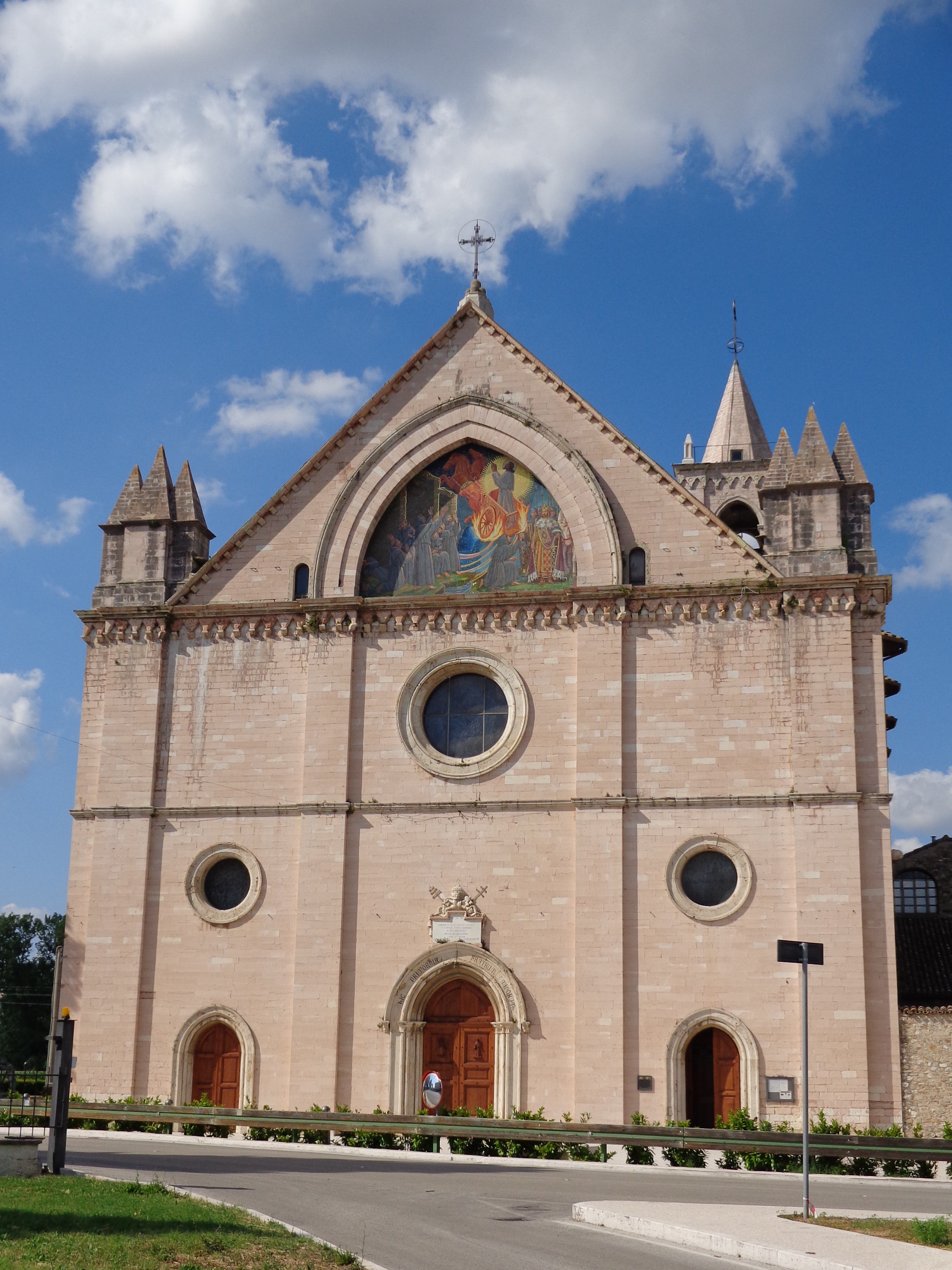
Santuario Rivotorto

### Architetture civili

#### Porte
- Porta San Francesco
- Porta San Pietro, del XIV secolo
- Porta del Sementone
- Portella di S. Giorgio
- Porta Cappuccini
- Porta Perlici
- Porta San Giacomo

### Altri monumenti
- Anfiteatro romano, costruito nella prima metà del I secolo d.C., di cui rimane l'impianto ellittico ribadito dall'assetto delle case medievali e da un arco in cunei di travertino, mentre l'arena è definita da una parte edificata e dall'area di un giardino. All'interno dell'arena alcuni edifici, attrezzati per la ricettività turistica, permettono di godere un'apprezzabile vista d'insieme sull'intero sito archeologico. Chiesa di San Damiano
- Tempio di Minerva

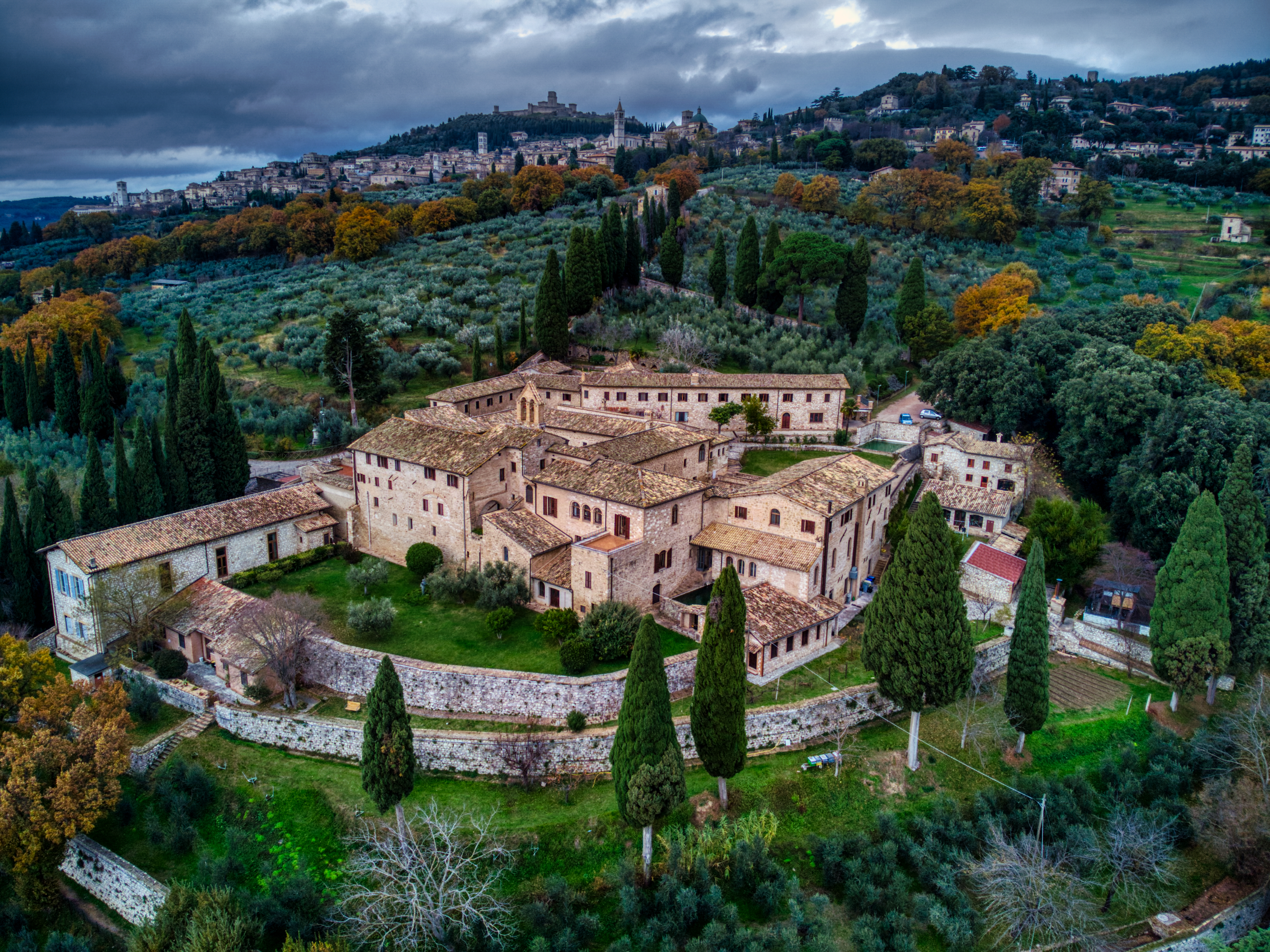
Chiesa di San Damiano

- Rocca Maggiore, situata sulla cima della collina che domina la valle ed eretta in epoca altomedievale, fu distrutta da una sollevazione popolare (1198) contro il duca Corrado di Urslingen, tutore del futuro imperatore Federico II di Svevia. Fu ricostruita nel 1356 dal cardinale Egidio Albornoz, rispettando sostanzialmente le forme originali; solo successivamente sono stati aggiunti la torre poligonale (1458) e il bastione cilindrico che affianca l'ingresso (1535-1538). Sembra che nella Rocca abbiano soggiornato Federico Barbarossa e Federico II ancora bambino.
- Piazza del Comune, solo nel Duecento questa area urbana diventa il fulcro della città. Il lato settentrionale è imperniato sul Tempio di Minerva, alla sinistra del quale venne edificato il Palazzo del Capitano del Popolo (metà XIII secolo – 1282), restaurato e dotato di merlatura nel 1927, insieme all'adiacente Torre del Popolo (1305), campanile civico ai cui piedi si trovano murate le misure trecentesche di mattoni, tegole e tessuti in uso nella città; con la costruzione del Palazzo dei Priori (1275 - 1493) fu completato anche il lato meridionale. La Fonte di Piazza con tre leoni sul lato orientale è cinquecentesca, mentre il Palazzo delle Poste sul lato occidentale è del 1926.

### Alberi monumentali
- Tasso del conte Pucci, grande esemplare di albero monumentale, sempreverde, cresciuto in un giardino sopraelevato nel centro storico della città e inserito nell'Elenco degli alberi di rilevante e peculiare interesse della regione Umbria[12].
- Roverella di via Lorenzo Perosi, esemplare di albero monumentale, posto nella parte alta della città; per la rilevanza di età e dimensione è stato inserito nell'Elenco degli alberi di rilevante e peculiare interesse della regione Umbria[12].

## Società

### Evoluzione demografica
Abitanti censiti

### Etnie e minoranze straniere
Secondo i dati ISTAT al 31 dicembre 2023 la popolazione straniera residente era di 2 543 persone, pari al 9,26% della popolazione.
Le nazionalità maggiormente rappresentate in base alla loro percentuale sul totale della popolazione residente erano:
- Romania, 965 (3,41%)
- Albania, 690 (2,44%)
- Marocco, 448 (1,58%)

## Cultura

### Istruzione
Assisi ricopre tutte le fasce di età e diversi percorsi di studio per quanto concerne la formazione: Scuola Elementare, Scuola Media Inferiore, Liceo Scientifico ann.convitto nazionale Principe di Napoli, Liceo Classico-Linguistico-Sociopsicopedagogico (Sesto Properzio), I.T.I.S-istituto tecnico industriale, Istituto Geometri (Bonghi), Istituto di Ragioneria e perito commerciale, I.P.S.A.R Istituto professionale alberghiero.

#### Università
Il comune di Assisi ha anche la sua sede universitaria, ubicata in pieno centro a Palazzo Bernabei.
Si tratta di una sede distaccata della Facoltà di economia dell'Università degli Studi di Perugia: i corsi sono quelli di Economia e Gestione dei Servizi Turistici ed Economia del Turismo. Nel 2010 i corsi di economia del turismo ad Assisi hanno rischiato la chiusura a seguito di una razionalizzazione dell'offerta didattica decisa dall'ateneo perugino, le accese proteste del sindaco Ricci e di un comitato di studenti hanno favorito il mantenimento della sede universitaria e l'istituzione del corso in Economia Internazionale del Turismo (laurea triennale), a cui collabora anche l'Università per Stranieri di Perugia.
Nella stessa sede c'è anche il CST, il Centro Italiano di Studi Superiori sul Turismo
Nel 1971, inoltre, è stato fondato l'Istituto Teologico di Assisi, aggregato alla Facoltà di Teologia della Pontificia Università Lateranense, che rappresenta la terza istituzione universitaria dell'Umbria insieme alle due Università di Perugia. L'Istituto ha sede nel Sacro Convento di San Francesco.

### Musei

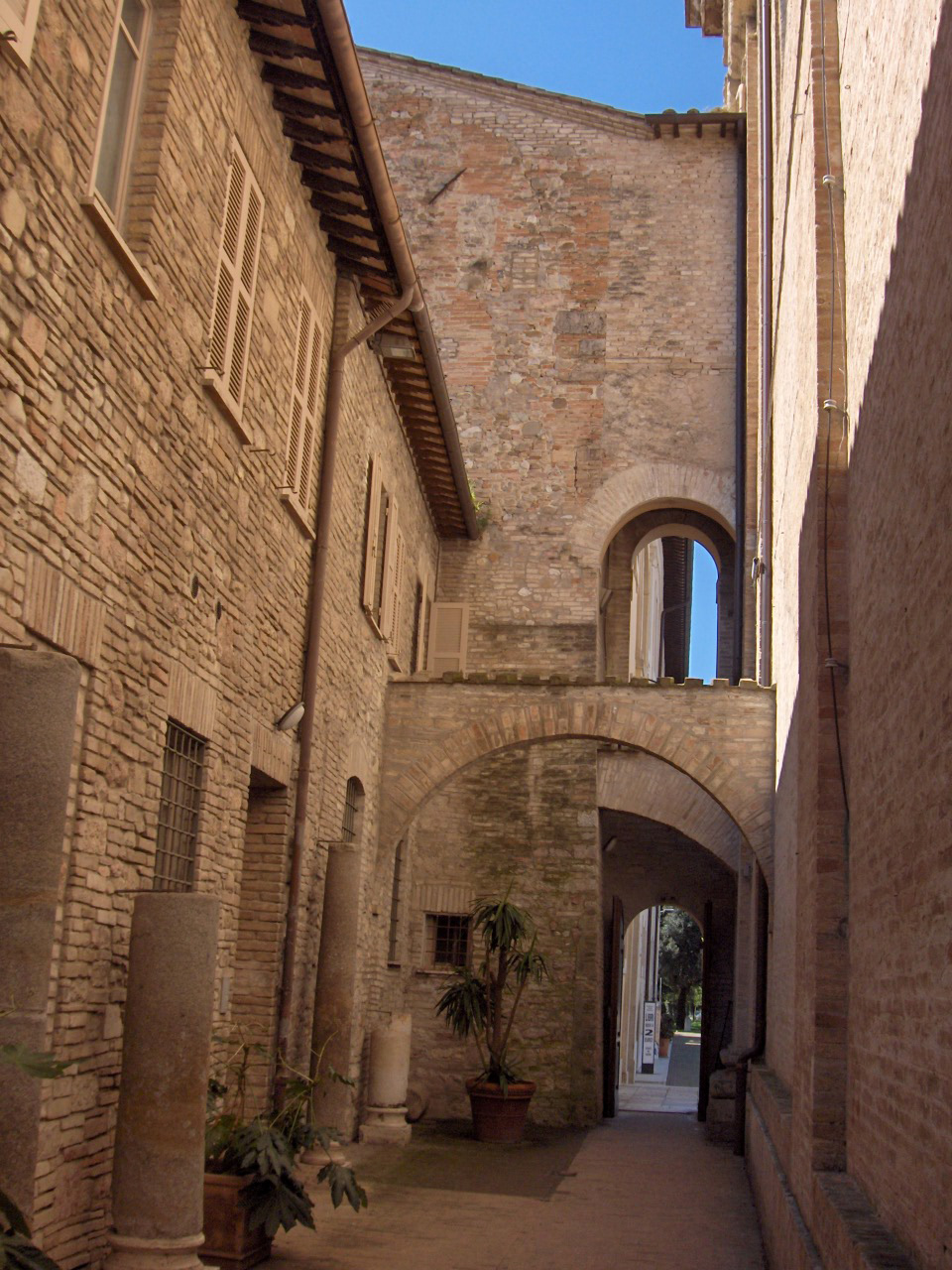
Museo di Santa Maria degli Angeli

- Museo diocesano e cripta di San Rufino
- Museo del Tesoro della basilica di San Francesco
- Galleria d'Arte Contemporanea - Pro Civitate Christiana
- Museo missionario multimediale d'Europa
- Museo dell'abbazia di San Pietro
- Museo civico e Foro romano
- Pinacoteca comunale di Assisi
- Museo della memoria, Assisi 1943-1944
- Museo di Santa Maria degli Angeli
- Museo della Porziuncola a Santa Maria degli Angeli
- Museo d'arte contemporanea padre Felice Rossetti di Santa Maria degli Angeli
- Museo Nazionale del Pugilato
- Museo arti e mestieri dell'Umbria[17]
- MUMA – Museo Missionario dell’Amazzonia[18]
- Mostra Permanente di Geopaleontologia[19]
- Mostra permanente degli antichi mestieri e della civiltà contadina di Assisi[20]

### Eventi
- Calendimaggio (primo weekend dopo il 1º maggio): rievocazione di vita medievale in una sfida fra le due fazioni cittadine di Parte de Sopra e Parte de Sotto, con cortei, rappresentazioni teatrali, musica, canti, danze e sbandieratori.Calendimaggio

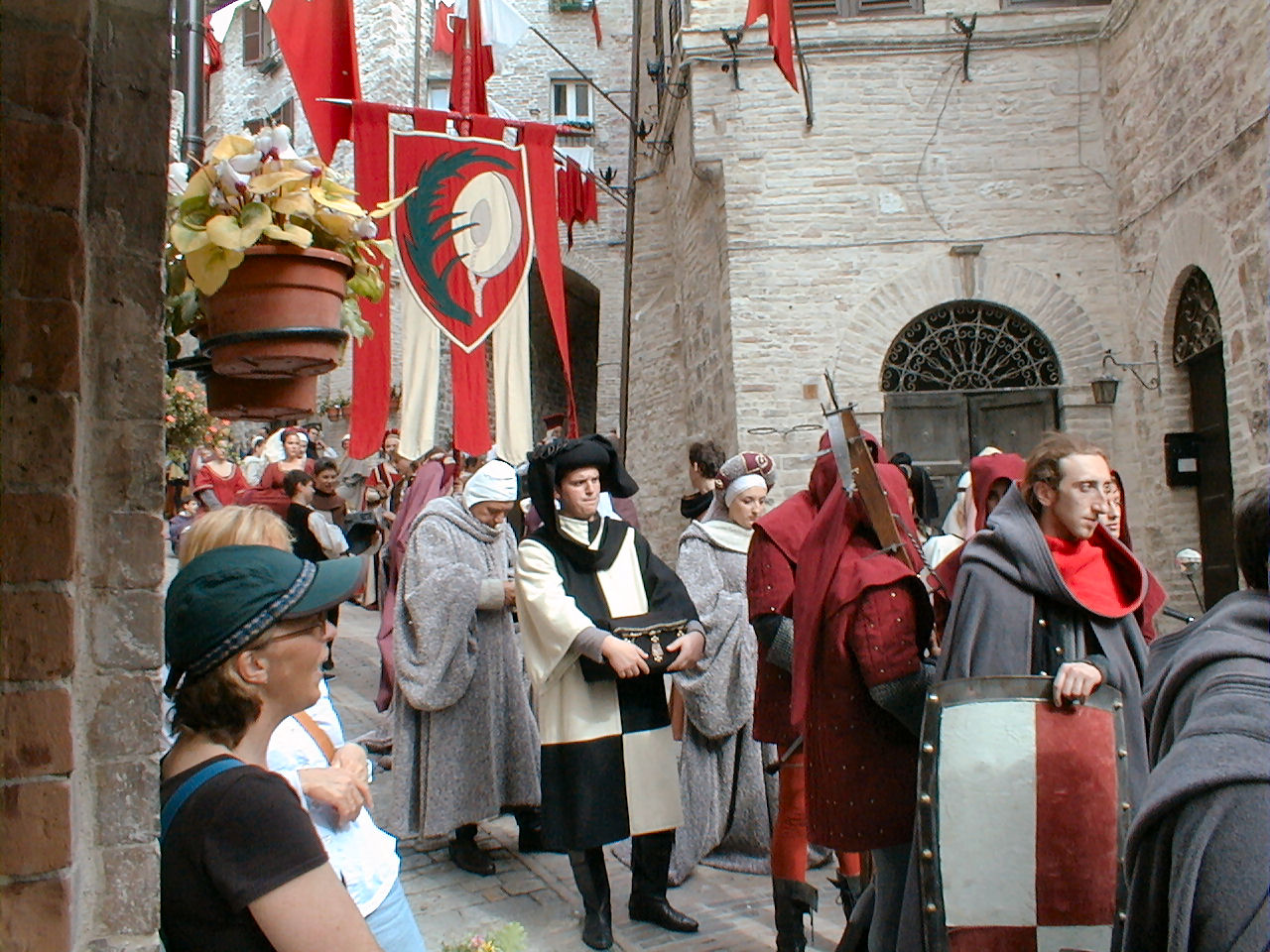
Calendimaggio

- Festa della Mamma (seconda domenica di maggio), a memoria dell'istituzione di questa festa – per la prima volta in Italia – nel 1957, a Tordibetto, ad opera del parroco don Otello Migliosi.
- Festa del Voto (22 giugno), rievoca la cacciata dei Saraceni da Assisi ad opera di Santa Chiara.
- Palio di San Rufino (fine di agosto): rievocazione storica del periodo in cui Assisi era divisa in terzieri (San Francesco, San Rufino e Dive Mariae) con cortei, sbandieratori e tamburini della Compagnia Balestrieri di Assisi, i quali l'ultimo giorno si sfidano in una gara di tiro con la balestra.
- Cavalcata di Satriano (settembre): fantini in costume d'epoca, ripercorrono il viaggio che i cavalieri assisani compirono per andare a prendere San Francesco a Nocera Umbra, affinché potesse morire nella sua città.Scena del palio dei balestrieri di San Rufino

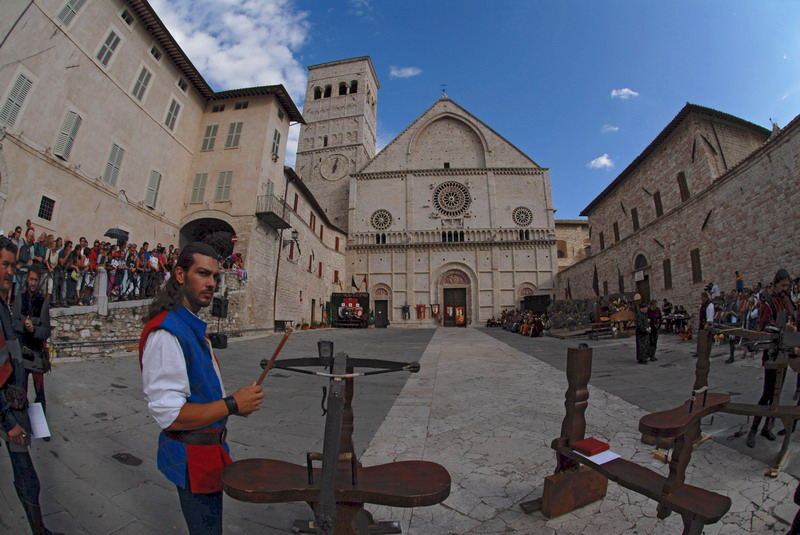
Scena del palio dei balestrieri di San Rufino

- Festival internazionale per la Pace (settembre): si tengono concerti, seminari, tavole rotonde e mostre d'arte dedicate al tema della pace, della solidarietà e dell'ecologia.
- Marcia per la pace Perugia-Assisi, (settembre – ottobre, biennale).
- Festa di San Francesco (3 - 4 ottobre): si tengono solenni cerimonie liturgiche e manifestazioni civiche per celebrare il santo, patrono d'Italia, anche se dal 2008 è tornato ad essere giornata di lavoro e studio.
- Rassegna cinematografica di Assisi (fine novembre), evento dedicato al cinema, agli attori ed ai registi italiani.
- Nella notte tra del sette dicembre si celebra la Festa della Venuta accendendo grandi falò.[21]
- Palio di Pasqua Rosata, rievocazione storica del tradizionale palio originariamente tenuto nella giornata di Pentecoste
- Campus ANDCI, che annualmente viene organizzato ad Assisi e vede la presenza di centinaia di direttori di coro provenienti da tutta Italia.
- Concerto di beneficenza Con il cuore nel nome di Francesco, che ogni anno si tiene sul sagrato della Basilica Superiore di San Francesco e trasmesso in diretta su RAI 1, solitamente nel mese di giugno. La conduzione è affidata a Carlo Conti.

## Economia

### Artigianato
Tra le attività economiche più tradizionali, diffuse e attive vi sono quelle artigianali, come la lavorazione della ceramica, del ferro battuto e del legno. Sono rinomati i laboratori di oreficeria, di intarsio, di intaglio, di ebanisteria, quelli delle sculture religiose a cesello, oltreché l'arte del restauro, che spazia dai mobili agli strumenti musicali e quella del vetro.

### Turismo
Assisi si conferma come la meta umbra più gettonata e apprezzata dai turisti. Nel 2023 il comprensorio assisano ha fatto registrare circa 1,4 milioni di presenze con circa il 25 per cento del flusso turistico regionale.
I dati forniti da Turismatica, servizio della Regione Umbria per le statistiche sul turismo mettono in evidenza anche una sostanziosa crescita rispetto all'anno precedente (più 21,4% arrivi e più 14,6% presenze), quando Assisi si era assestata a circa 1,2 milioni di presenze.

### Ferrovie
A pochi chilometri dal centro del paese, scendendo in pianura presso la cittadina di Santa Maria degli Angeli, Assisi dispone di una propria stazione ferroviaria sulla linea Foligno - Terontola.

### Aeroporti
A 12 km da Assisi, in località Sant'Egidio, si trova l'Aeroporto internazionale dell'Umbria-San Francesco d'Assisi.

## Amministrazione

Gonfalone civico

| Periodo          | Periodo          | Primo cittadino           | Partito                                                       | Carica                    | Note          |
| ---------------- | ---------------- | ------------------------- | ------------------------------------------------------------- | ------------------------- | ------------- |
| 30 agosto 1988   | 23 luglio 1990   | Edo Romoli                | Partito Socialista Italiano                                   | Sindaco                   | [ 24 ]        |
| 24 luglio 1990   | 24 giugno 1991   | Giuliano Vitali           | Partito Comunista Italiano Partito Democratico della Sinistra | Sindaco                   | [ 24 ]        |
| 28 giugno 1991   | 28 giugno 1993   | Claudio Passeri           | Democrazia Cristiana                                          | Sindaco                   | [ 24 ]        |
| 29 giugno 1993   | 11 maggio 1997   | Giuliano Vitali           | Partito Democratico della Sinistra                            | Sindaco                   | [ 24 ]        |
| 12 maggio 1997   | 19 febbraio 2006 | Giorgio Bartolini         | Indipendente di centrodestra                                  | Sindaco                   | [ 24 ]        |
| 20 febbraio 2006 | 29 maggio 2006   | Angelo Gabriele Di Prisco |                                                               | Commissario straordinario | [ 24 ]        |
| 30 maggio 2006   | 30 luglio 2015   | Claudio Ricci             | Forza Italia / Il Popolo della Libertà                        | Sindaco                   | [ 24 ]        |
| 30 luglio 2015   | 21 giugno 2016   | Antonio Lunghi            | Indipendente di centrodestra                                  | Vicesindaco f.f.          | [ 24 ]        |
| 21 giugno 2016   | 30 dicembre 2024 | Stefania Proietti         | Indipendente di centrosinistra                                | Sindaca                   | [ 24 ] [ 27 ] |
| 30 dicembre 2024 | 28 maggio 2025   | Valter Stoppini           | Indipendente di centro-sinistra                               | Vicesindaco f.f.          | [ 24 ]        |
| 29 maggio 2025   | in carica        | Valter Stoppini           | Partito Democratico                                           | Sindaco                   | [ 24 ]        |

### Gemellaggi
Assisi è gemellata con:
- Betlemme;
- Campo di Giove, dal 1988[28];
- Marino;
- Messina, dal 2014[29];
- Paola;
- San Francisco;
- Santiago di Compostela;
- Wadowice.

Inoltre, sussistono dei patti di amicizia con:
- Aversa;
- Bagnoregio[30];
- Greccio, dal 2022;
- Mondragone;
- Ripacandida[31].

## Sport

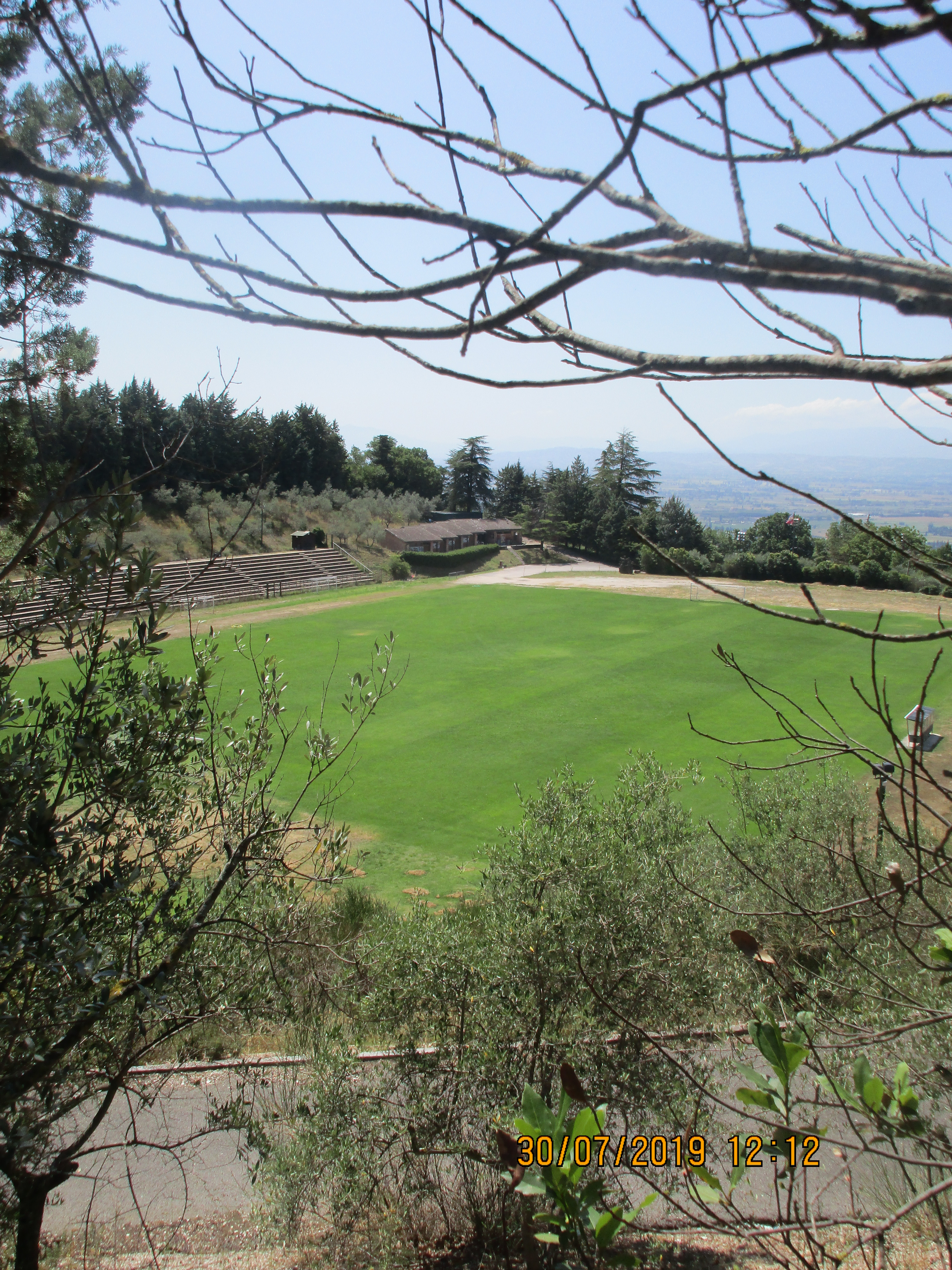
Lo stadio "Degli Ulivi"

### Ciclismo
Assisi è stata quattro volte sede di arrivo di tappa del Giro d'Italia: la prima nel 1978, l'ultima nel 2012. Nel 1982 e nel 1995 si trattò di frazioni a cronometro.
- 1978 11ª tappa Terni- Assisi, vinta da Bruno Zanoni.
- 1982 3ª tappa Perugia- Assisi, (cron. individuale) vinta da Bernard Hinault.
- 1995 2ª tappa Foligno- Assisi, (cron. individuale) vinta da Tony Rominger.
- 2012 10ª tappa Civitavecchia- Assisi, vinta da Joaquim Rodríguez.

### Calcio
Hanno sede nel comune l'USD Assisi, l'ASD Rivo Subasio e il Calcio Palazzo (1ª cat.), l’ACD Viole (2ª cat.), l'UC Petrignano (Promozione). La società più importante è l'Angelana 1930 (Eccellenza).